# 万福寺 (加須市)
萬福寺（まんぷくじ）は、埼玉県加須市にある真言宗智山派の寺院。

## 歴史
創建年代は不明であるが、黒川家忠の開基である。黒川家は近江国の戦国大名浅井家の家臣であったが、小谷城の戦いで浅井家が滅亡すると、家忠は当地まで落ち延び、主家の菩提を弔うために当寺を創建した。よって安土桃山時代のあたりに創建されたものと推測される。
1891年（明治24年）、火災により堂宇が全焼してしまい、古文書もその時に失ったため、詳細な由来は不明となっている。

## 交通アクセス
- 路線バス根古屋停留所より徒歩16分。